# 许其凤
许其凤（1936年1月5日—2020年7月2日），男，天津人，中国卫星导航定位专家，曾任解放军信息工程大学导航与空天目标工程学院教授，中国工程院院士。

## 生平
1966年毕业于解放军测绘学院。2005年当选为中国工程院院士。